# Condado de Todd (Minnesota)
El condado de Todd (en inglés: Todd County), fundado en 1856 y con nombre en honor al general John Blair Smith Todd, es un condado del estado estadounidense de Minnesota. En el año 2000 tenía una población de 24.426 habitantes con una densidad de población de 10 personas por km². La sede del condado es Long Prairie, aunque la ciudad más poblada es Staples.

## Geografía
Según la oficina del censo el condado tiene una superficie total de 2536 km² (979,2 mi²), de los que 2440 km² (942,1 mi²) son tierra y 97 km² (37,5 mi²) (3,81%) son agua.

## Condados adyacentes
- Condado de Wadena - norte
- Condado de Cass - noreste
- Condado de Morrison - este
- Condado de Stearns - sur
- Condado de Douglas - oeste
- Condado de Otter Tail - noroeste

### Principales carreteras y autopistas
- Interestatal 94
- U.S. Autopista 10
- U.S. Autopista 52
- U.S. Autopista 71
- Carretera estatal 27
- Carretera estatal 28
- Carretera estatal 210
- Carretera estatal 287

## Demografía
Según el censo del 2000 la renta per cápita media de los habitantes del condado era de 32.281 dólares y el ingreso medio de una familia era de 39.920 dólares. En el año 2000 los hombres tenían unos ingresos anuales 28.630 dólares frente a los 20.287 dólares que percibían las mujeres. El ingreso por habitante era de 15.658 dólares y alrededor de un 12,90% de la población estaba bajo el umbral de pobreza nacional.

## Ciudades y pueblos
- Bertha
- Browerville
- Burtrum
- Clarissa
- Eagle Bend
- Grey Eagle
- Hewitt
- Long Prairie
- Osakis
- Staples
- West Union

### Municipios
| - Municipio de Bartlett - Municipio de Bertha - Municipio de Birchdale - Municipio de Bruce - Municipio de Burleene - Municipio de Burnhamville - Municipio de Eagle Valley - Municipio de Fawn Lake - Municipio de Germania - Municipio de Gordon | - Municipio de Grey Eagle - Municipio de Hartford - Municipio de Iona - Municipio de Kandota - Municipio de Leslie - Municipio de Little Elk - Municipio de Little Sauk - Municipio de Long Prairie - Municipio de Moran - Municipio de Reynolds | - Municipio de Round Prairie - Municipio de Staples - Municipio de Stowe Prairie - Municipio de Turtle Creek - Municipio de Villard - Municipio de Ward - Municipio de West Union - Municipio de Wykeham |